# Alexandra Jekova
Alexandra Jekova, née le 5 octobre 1987 à Sofia, est une snowboardeuse bulgare spécialisée dans les épreuves de parallèle (slalom et géant) et de snowboardcross. 
Au cours de sa carrière, elle a disputé à trois reprises les Jeux olympiques d'hiver, se classant au mieux cinquième en 2014 à Sotchi. De plus elle a participé à trois Championnats du monde auxquels sa meilleure performance est une huitième place en snowboardcross en 2009 à Gangwon. Enfin, en Coupe du monde, elle est montée à seize reprises sur un podium (quinze en snowboardcross et une en géant) et compte deux victoires. En 2012, elle obtient la médaille d'argent en snowboardcross lors des Winter X Games organisés à Aspen, réalisant ainsi une première pour son pays.

## Palmarès

### Jeux olympiques
| Épreuve / Édition   | Snowboardcross | Parallèle GS |
| ------------------- | -------------- | ------------ |
| JO 2006 Turin       | 25e            | 22e          |
| JO 2010 Vancouver   | Ab.            | Ab.          |
| JO 2014 Sotchi      | 5e             | -            |
| JO 2018 Pyeongchang | 6e             | -            |

### Championnats du monde
| Épreuve / Édition           | Snowboardcross | Parallèle GS | Parallèle Slalom |
| --------------------------- | -------------- | ------------ | ---------------- |
| Mondiaux 2005 Whistler      | 29e            | Disqualifiée | 43e              |
| Mondiaux 2007 Arosa         | 15e            | 33e          | 13e              |
| Mondiaux 2009 Gangwon       | 8e             | 19e          | 20e              |
| Mondiaux 2011 La Molina     | 14e            | -            | -                |
| Mondiaux 2013 Stoneham      | 18e            | -            | -                |
| Mondiaux 2015 Kreischberg   | 4e             | -            | -                |
| Mondiaux 2017 Sierra Nevada | 4e             | -            | -                |

### Coupe du monde
- Meilleur classement général : 7e en 2009.
- Meilleur classement de snowboardcross : 2e en 2011.
- Meilleur classement de parallèle : 17e en 2009.
- 17 podiums dont 3 victoires.

## Distinctions
Elle a été désignée porte-drapeau de la Bulgarie pour la cérémonie d'ouverture des Jeux olympiques d'hiver de 2010.